# Bertalanits Mihály
Bertalanits Mihály (szlovénül Miháo Bertalanitš) (Geritsavecz, 1786. k. – Pecsarócz, 1853. január 8.) tótsági szlovén (vendek) népi tanító és költő Magyarországon.
Vízlendva mellett, egy néhai községben született, melynek neve Gerečavci formájában dülőként megtalálható a Vízlendvát feltüntető térképeken.

Tanítói munkássága 1806-ban kezdődött Belatincon, ahol segédtanító volt két évig. 1808-ban Felsőszölnök iskolamestere, ahol segédtanítója Marics Ferenc volt, az istvánfalvi (Apátistvánfalva) Marits György iskolamester fia. György szintén geritsaveczi születésű, Bertalanitsnál húsz évvel volt idősebb.
Bertalanits Szölnökön ismerkedett meg az 1789. évben keletkezett Ruzsics-féle kántorkönyvvel. Bertalanitsot később Pecsarócz (Szentsebestyén) iskolájába hívta a mladetinci Borovnyák Mátyás plébános. A faluba magával vitte a kántorkönyv másolatát is, amit maga készített, s idővel bővítette is.
Élete további éveit itt töltötte. Ő oktatta Pecsarócz mellett Vanecsa (Vaslak), Dankócz (Őrfalu), Dolina (Völgyes), Macskócz (Mátyásdomb), valamint más falvak gyermekeit. 64 éves korában hunyt el a téli hideg okozta tüdőbetegségben. A halotti anyakönyvben mint ludidirector azaz iskolaigazgató áll.

## Külső hivatkozás
- Vis. Can, Felsőszölnök, 1808. máj. 21.
- Francek Mukič – Marija Kozar: Slovensko Porabje, MOHORJEVA DRUŽBA CELJE, 1982.
- Geopedia